# آتش‌سوزی ۲۰۱۹ داکا
آتش‌سوزی ۲۰۱۹ داکا (انگلیسی: 2019 Dhaka fire) در تاریخ ۲۰ فوریه ۲۰۱۹ در داکا به‌وقوع پیوست. این آتش‌سوزی با تصادف یک وانت و خودروی شخصی آغاز شد. پس از برخورد، مخزن گاز خودروی شخصی منفجر شد. سپس حریق به ساختمان‌های مجاور که محل نگهداری مواد شیمیایی بود، گسترش یافت. در این آتش‌سوزی دست‌کم ۸۰ نفر کشته و ۵۰ نفر دیگر زخمی شدند.